# Manfred Milde
Manfred Milde (* 10. März 1948) ist ein ehemaliger deutscher Fußballspieler, der von 1971 bis 1972 für den Halleschen FC Chemie in der DDR-Oberliga, der höchsten Spielklasse im DDR-Fußball, aktiv war.

## Sportliche Laufbahn
Nachdem Manfred Milde bis 1970 mit der Betriebssportgemeinschaft (BSG) Aktivist in Gräfenhainichen in der drittklassigen Bezirksliga Halle gespielt hatte, wechselte er zur Saison 1970/71 zum Hallescher FC Chemie (HFC), dem Fußballschwerpunkt des Bezirkes. Dort wurde er zunächst in die zweite Mannschaft eingereiht, die in der zweitklassigen DDR-Liga vertreten war. Von den 30 ausgetragenen Punktspielen bestritt Milde neun Partien, in denen er einmal zum Torerfolg kam. Für die Spielzeit 1971/72 war er wieder für die zweite Mannschaft vorgesehen, mit der jedoch nur sechs DDR-Liga-Spiele absolvierte und abermals ein Tor schoss. Vom achten Oberligaspieltag an wurde Milde fast regelmäßig in der ersten Mannschaft des HFC einsetzt. Dabei spielte er in der Abwehr und kam bis zum Saisonende auf 15 Nominierungen. In der Saison 1972/73 bestritt er insgesamt nur acht Punktspiele, vier in der Oberliga und vier in der DDR-Liga. Anschließend stieg die erste Mannschaft in die DDR-Liga ab, während die bisherige DDR-Liga-Mannschaft HFC II in die Bezirksliga versetzt werden musste. 1973/74 absolvierte Manfred Milde seine letzte Saison im höherklassigen Spielbetrieb, wobei er in der ersten Mannschaft nur in zwei DDR-Liga-Spielen zum Einsatz kam. Hauptsächlich spielte er für die zweite Mannschaft. Anschließend tauchte er in der Oberliga und in der DDR-Liga nicht mehr auf. In seiner kurzen Karriere war Milde auf 19 Oberligaspiele ohne Torerfolg und 21 DDR-Liga-Spiele mit drei Toren gekommen.